# Comuna Ciornîi Rih, Semenivka
Ciornîi Rih (în ucraineană Чорний Ріг) este o comună în raionul Semenivka, regiunea Cernihiv, Ucraina, formată din satele Bobrîk-Druhîi, Ciornîi Rih (reședința), Kozîlivșciîna și Lubnea.

## Demografie
Componența lingvistică a comunei Ciornîi Rih
     Ucraineană (98,02%)
     Rusă (1,98%)
Conform recensământului din 2001, majoritatea populației comunei Ciornîi Rih era vorbitoare de ucraineană (98,02%), existând în minoritate și vorbitori de rusă (1,98%).